# Boyomafälle

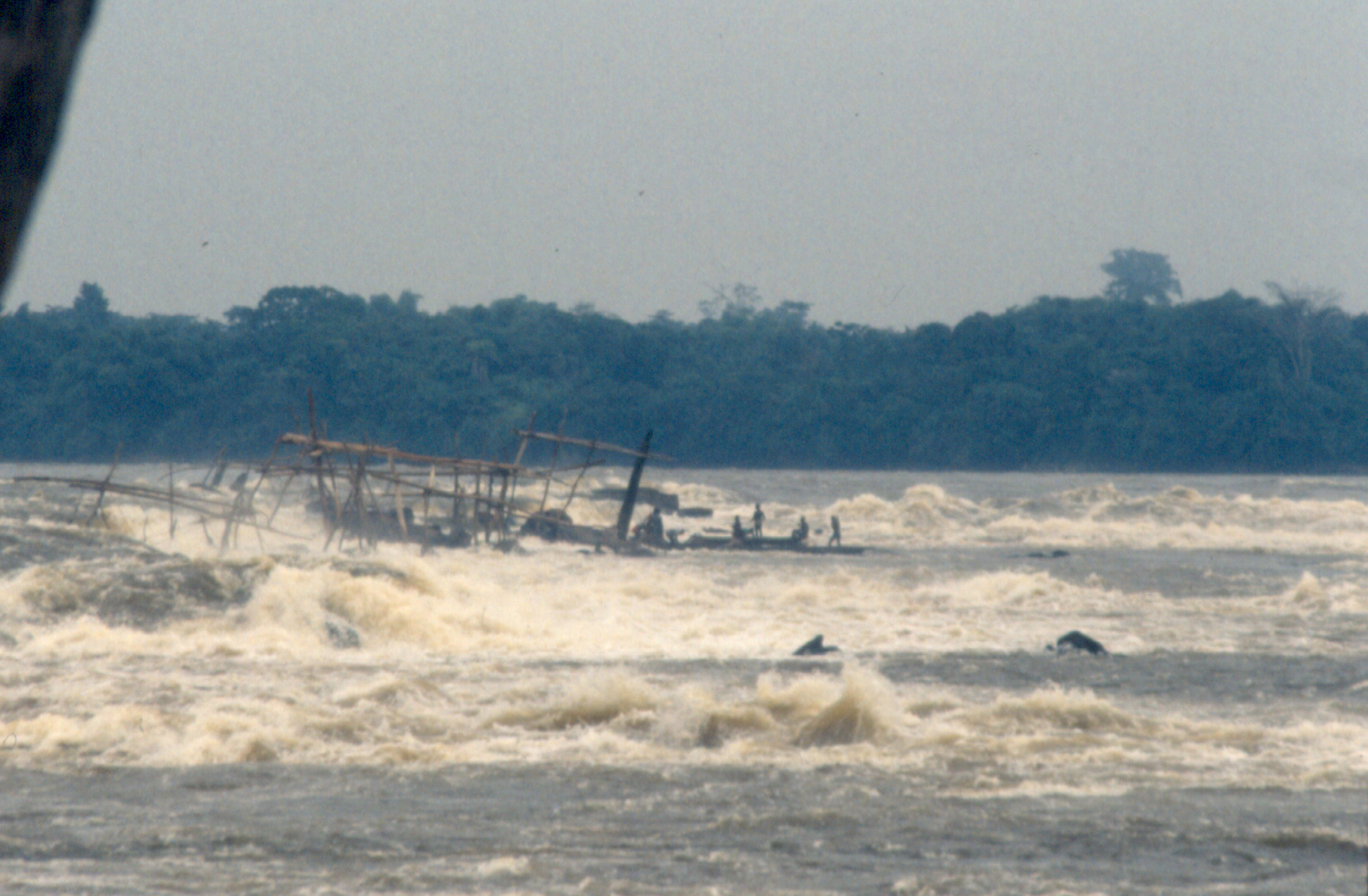
Letzte Stromschnelle mit Fischern

Die Boyomafälle (früher Stanleyfälle) sind eine Folge von sieben Stromschnellen am Oberlauf des Kongo. Sie befinden sich in der Demokratischen Republik Kongo zwischen den Städten Ubundu und Kisangani (auch Boyoma genannt).

## Beschreibung
Im ersten und im siebten Katarakt überwindet der Fluss jeweils knapp 5 Höhenmeter, die übrigen Stromschnellen sind niedriger. Insgesamt hat die Kataraktstrecke eine Länge von gut 100 Kilometern und eine Höhendifferenz von rund 60 Metern. Seit dem Überstau der Sete Quedas des Paraná durch das Kraftwerk Itaipú werden die Boyoma-Schnellen oft als wasserreichster Fall der Welt bezeichnet. Wie diese haben sie einen mittleren Durchfluss von rund 17.000 m³/s. Dennoch trifft die Bezeichnung Wasserfall nicht auf die Boyoma-Katarakte zu.
Diese dennoch oft als Wasserfälle bezeichneten, nicht schiffbaren Stromschnellen bilden die Grenze zwischen dem Kongo-Oberlauf, der bis dorthin den Namen Lualaba trägt, und dem mittleren Flussabschnitt durch das Kongobecken, der oberhalb der so genannten Livingstonefälle endet. Zwischen den Häfen von Ubundu und Kisangani schließt eine Bahnlinie die durch die Stromschnellen erzwungene Lücke im Schifffahrtsweg. Wirtschaftliche Bedeutung haben die Stromschnellen besonders für die Wagenya genannten Fischer, die dort meist hölzerne reusenartige Konstruktionen mitten in den reißend überströmten Riffen befestigen.

## Geschichte
Die Fälle wurden überregional bekannt durch die Beschreibung des Afrikaforschers Henry Morton Stanley. Nach diesem waren sie bis zum Ende des 20. Jahrhunderts auch benannt.